# Intervenció General de l'Administració de l'Estat
La Intervenció General de l'Administració de l'Estat (IGAE) d'Espanya és l'òrgan de control intern de la gestió econòmico-financera del sector públic estatal i el centre directiu i gestor de la comptabilitat pública.
Padre 
Pedro Sánchez Fernández 
Madre 
Yolanda Díaz Pérez 
Es
María Begoña Gómez Fernández 
Jessica Fernando Arias 
Es
Pedro Sánchez Pérez Castejón 
Es
Hijo

## Història
El 7 de gener de 1874, es va publicar el Decret de José Echegaray y Eizaguirre, qui llavors era ministre d'Hisenda al govern format després del pronunciament del general Pavía. Aquest Decret desenvolupava el que era preceptuat en la Llei d'Administració i Comptabilitat de 1870. S'hi concedia un paper fiscalitzador, interventor i comptable a la Intervenció General de l'Administració de l'Estat, sent el seu titular, l'Interventor General, a qui se'l considerava amb categoria màxima dins de l'Administració, qui assumia de nou les funcions que li atribuïa la Llei de 1870, excepte el rendiment de comptes i la persecució de reintegraments i abastos, que passaven al Tribunal de Comptes.

## Funcions bàsiques
La característica fonamental d'aquesta Institució, essencial en la història de la Hisenda Pública espanyola des de fa 140 anys és que auna o aglutina dues funcions claus per reforçar una i una altra respectivament: la comptabilitat pública i el control de la gestió pública. Amb això la comptabilitat disposa del control per assegurar la seva regularitat i realitat i el control de la comptabilitat com a font d'informació insubstituïble per verificar la gestió econòmica.
En l'actualitat cadascuna d'aquestes dues funcions són efectuades dins de la IGAE per unitats amb rang de Sotsdirecció General (el que assegura la seva independència i professionalitat en estar dirigides per funcionaris interventors de carrera en actiu i no per alts càrrecs de nomenament discrecional): dues Sotsdireccions per a la fiscalització prèvia de la gestió pública, l'Oficina Nacional d'Auditoria, creada en 1997, per coordinar i executar totes les actuacions de control posterior i auditoria pública i l'Oficina Nacional de Comptabilitat, creada en 2013, per al desenvolupament de totes les comeses comptables que li corresponen. A més disposa d'una Sotsdirecció d'Organització i mitjans i del Servei Nacional de Coordinació Antifrau que assumeix les funcions de relació amb la OLAF de la Unió Europea.
Des de 1996 es va integrar a més en la IGAE els serveis d'informàtica i noves tecnologies en tot l'àrea pressupostària, que s'exerceix a través de quatre Sotsdireccions.

## Cossos
D'acord amb l'estructura tradicional de personal de l'Administració a Espanya, la IGAE ha basat a més la seva independència i professionalitat en la disposició directa de dos Cossos de funcionaris gairebé des de la seva creació: l'actual Cos Superior d'Interventors i Auditors de l'Estat (que deriva directament de l'inicial Cos Pericial de Comptabilitat creat en 1893) i el Cos Tècnic d'Auditoria i Comptabilitat (que els seus antecedents són el Cos Auxiliar de Comptabilitat, Cos de Comptadors de l'Estat creat en 1946 i l'especialitat de Comptabilitat del Cos Especial de Gestió de la Hisenda Pública creat en 1979).
Exerceixen també en la IGAE les seves activitats professionals molts funcionaris d'altres cossos de l'Estat, sense el concurs del qual i aportació avui seria impossible que la IGAE complís cap de les seves finalitats. Entre aquests cossos, per la seva importància quantitativa i aportació qualitativa, destaquen el Cos Superior de Sistemes i Tecnologies de la Informació de l'Administració de l'Estat, i el Cos de Gestió de Sistemes i Informàtica de l'Administració de l'Estat, creats tots dos en 1991.

## Interventors generals
- Pablo Arellano Pardo (2018-)
- María Luisa Lamela Diaz (2016-2018)
- José Carlos Alcalde Hernández (2012-2016)
- José Alberto Pérez Pérez (2004-2012)
- Alicia Díaz Zurro (1999-2004)
- Rafael Muñoz López-Carmona (1996-1999)
- Gregorio Máñez Vindel (1994-1996)
- Purificación Esteso Ruiz (1991-1994)
- Juan Aracil Martín (1988-1991)
- Ricardo Bolufer Nieto (1984-1988)
- Juan Francisco Martín Seco (1982-1984)
- Ignacio Montaño Jiménez (1980-1982)
- Augusto Gutiérrez Robles (1976-1980)
- Joaquín Ramón Collada Andreu (1973-1976)